# Соколов, Алексей Владимирович (фигурист)
Алексей Владимирович Соколов (род. 15 января 1979 года в Ленинграде, СССР) — российский фигурист, выступавший в парном катании. В паре с Юлией Обертас, он — бронзовый призёр чемпионата России 2003 года и призёр этапов серии Гран-при, а также призёр чемпионатов мира среди юниоров с другими партнёршами. Бронзовый призёр в 2000 году. В настоящее время[когда?] — тренер по фигурному катанию.

## Тренерская деятельность
После завершения спортивной карьеры перешёл на тренерскую работу. Сначала работал вторым тренером в группе Натальи Павловой в ГОУ ДОДСН «СДЮСШОР № 85» Департамента физкультуры и спорта г. Москвы на катке «Синяя птица» с Любовью Илюшечкиной и Нодари Маисурадзе, Анатасией Мартюшевой и Алексеем Рогоновым. Позже переехал в родной Санкт-Петербург и начал работать в «Юбилейном». Вместе с Артуром Дмитриевым тренировал пару Ксения Озерова / Александр Энберт.

## Результаты соревнований
(с Ю. Обертас)
| Соревнования                       | 2000—2001 | 2001—2002 | 2002—2003 |
| ---------------------------------- | --------- | --------- | --------- |
| Чемпионаты мира                    |           |           | 8         |
| Чемпионаты Европы                  |           |           | 5         |
| Чемпионаты России                  | 4         | 4         | 3         |
| Финалы Гран-При                    |           |           | 4         |
| Этапы Гран-При: Cup of Russia      |           | 5         | 3         |
| Этапы Гран-При: Bofrost Cup on Ice |           |           | 2         |
| Этапы Гран-При: NHK Trophy         |           | 4         |           |
| Этапы Гран-При: Skate America      |           | 4         |           |
| Nebelhorn Trophy                   |           |           | 2         |

(с Ю. Шапиро)
| Соревнования                        | 1999—2000 |
| ----------------------------------- | --------- |
| Чемпионаты мира среди юниоров       | 3         |
| Чемпионаты России среди юниоров     | 2         |
| Финалы юниорского Гран-При          | 2         |
| Этапы юниорского Гран-При, Чехия    | 1         |
| Этапы юниорского Гран-При, Словения | 1         |

(с С. Николаевой)
| Соревнования                       | 1997—1998 | 1998—1999 |
| ---------------------------------- | --------- | --------- |
| Чемпионаты мира среди юниоров      | 2         | 6         |
| Финал юниорского Гран-при          | 5         | 5         |
| Этап юниорского Гран-при, Словакия |           | 3         |
| Этап юниорского Гран-при, Венгрия  |           | 2         |
| Этап юниорского Гран-при, Германия | 3         |           |
| Этап юниорского Гран-при, Франция  | 1         |           |